# Deliciosa sinvergüenza
Deliciosa sinvergüenza es una película de comedia mexicana de 1990 dirigida por René Cardona Jr. y protagonizada por Lucero.

## Argumento
El ingenio y la habilidad de Lucero para transformarse y cambiar constantemente de personas confunde a tres locos agentes del servicio internacional que persiguen con gran seriedad a la traviesa delincuente, causando situaciones divertidas.

## Reparto
- Lucero como la misma.
- Pablo Ferrel como Agente 43.
- Pedro Romo como Agente 42.
- Paco Ibáñez como Agente 41.
- Norma Lazareno como Madre superiora.
- Elvira de la Puente como Hermana Luna.
- Troy Vicic como auxiliar de vuelo.

## Producción
Lucero afirmó que mientras filmaba la película, realizó un vuelo de Perú a Panamá que tuvo que regresar al aeropuerto de Lima tras una posible amenaza de bomba en el vuelo. La amenaza fue luego desestimada como una falsa alarma.

## Banda sonora
2 canciones del álbum Cuéntame de Lucero fueron parte de la película.
- «Me gusta tu dinero» interpretada por Lucero
- «Cuéntame» interpretada por Lucero